# Moisés Bensabat Amzalak
Moisés Bensabat Amzalak (Lisbona, 4 ottobre 1892 – Lisbona, 6 giugno 1978) è stato un economista portoghese, ha combinato una carriera imprenditoriale di successo con un'ampia attività accademica. Ebreo devoto, una figura centrale nella comunità ebraica portoghese, ha guidato la comunità ebraica di Lisbona dal 1926 fino alla sua morte nel 1978.

## Biografia

### Carriera
Moisés Bensabat Amzalak ricoprì varie posizioni nel corso della sua lunga carriera accademica. Divenne professore di filosofia e in seguito rettore dell'Instituto Superior de Comércio, in seguito Instituto Superior de Ciências Económicas e Financeiras, attualmente parte dell'Instituto Superior de Economia e Gestão (1933-1944); fu presidente dell'Accademia delle scienze di Lisbona; vicerettore (1944-1956) e rettore dal 1956 fino al suo ritiro nel 1962 dell'Università Tecnica di Lisbona.
I suoi principali interessi erano la storia economica, la storia del pensiero economico e il marketing. È autore di diverse pubblicazioni nella sua materia, oltre ad aver pubblicato diversi lavori sul giudaismo. Amzalak ricevette il dottorato honoris causa da diverse università, tra cui l'Università di Bordeaux nel 1935 e la prestigiosa Sorbona di Parigi nel 1950.
Amazalak era un personaggio pubblico di grande influenza. Era comproprietario del quotidiano O Século, allora uno dei principali quotidiani in Portogallo. Era un caro amico e un sostenitore del dittatore portoghese António de Oliveira Salazar. Avraham Milgram afferma che Amzalak "detiene un posto d'onore nella coscienza degli ebrei di Lisbona".

## Controversie
Nel 2007, lo storico Antonio Louça pubblicò un libro in cui si chiedeva perché Amzalak avesse permesso al suo giornale di aiutare la macchina di propaganda nazista prima della seconda guerra mondiale. In quel libro Louça affermò anche che nel gennaio 1935 Amzalak ospitò l'ambasciatore tedesco, il barone Oswald von Hoyningen-Huene, e quest'ultimo successivamente raccomandò ai suoi superiori che Amzalak ricevesse la medaglia di eccellenza dalla Croce Rossa tedesca, un'organizzazione tedesca di assistenza civile. In risposta, Esther Mucznik, uno dei leader della Comunità ebraica di Lisbona, ha difeso la reputazione di Amzalak. Mucznik ha sottolineato il notevole lavoro svolto da Amzalak durante la guerra e ha anche osservato che le azioni di Amzalak nel 1935-37 non possono essere adeguatamente giudicate alla luce di ciò che sappiamo oggi sull'Olocausto.
Lo storico di Yad Vashem Avraham Milgram osserva che, prima della guerra, Amzalak, proprio come Papa Pio XII, considerava la Germania un baluardo contro il comunismo e che aveva male interpretato il regime nazista riguardo alla politica nei confronti degli ebrei, proprio come Pio XII. Con l'avvicinarsi della guerra, e dal 1938 in poi, Amzalak cambiò questa visione e durante la guerra fece un grande sforzo per assistere i rifugiati.
Il ricercatore portoghese José Freire Antunes nel suo libro "Judeus em Portugal. O testemunho de 50 homens e mulheres", sottolineò il lavoro svolto da Amzalak per l'espansione dell'assistenza ai rifugiati a Lisbona e per il trasferimento degli uffici della American Jewish Joint Distribution Committee a Lisbona. Fu grazie all'intervento di Augusto Isaac d'Esaguy e Amzalak che molti dei profughi, con visto rilasciato da Aristides de Sousa Mendes, furono autorizzati a proseguire il viaggio verso il Portogallo.
Il dittatore portoghese Salazar teneva in grande considerazione Amzalak e questo gli permise di svolgere un ruolo importante nell'ottenere il permesso di Salazar di trasferire da Parigi a Lisbona l'ufficio europeo principale della HIAS-HICEM (organizzazione di soccorso ebraica) nel giugno 1940. Nell'ultimo periodo della guerra, Amzalak, insieme all'ingegnere Francisco de Paula Leite Pinto, direttore generale della Companhia dos Caminhos de Ferro Portugueses da Beira Alta, che gestiva la linea da Figueira da Foz alla frontiera spagnola, organizzò diversi treni che portavano i rifugiati da Berlino e da altre città europee. Amzalak riuscì anche a persuadere Salazar a istruire i consoli nei territori sotto l'occupazione nazista a convalidare tutti i passaporti in possesso di ebrei anche se questi documenti presentavano delle irregolarità.